# 10의 16제곱
1016 또는 1경은 1012(1조)의 만 배인 자연수다. 1016의 만 배는 1020(1해)이다. 이 글은 1016 이상 1020 미만의 자연수 및 이에 대응하는 크기 정도를 다룬다.

## 크기 정도
- 김에는 보통 1경 개의 물 분자가 있다.

## 이름
흔히 과학적 기수법을 사용한다. 수사로 이루어진 이름들은 다음과 같다.

### 한자 이름
한국어나 일본어 등에서 1016은 “1경”으로 불린다. 중화인민공화국의 경우, 정해진 용법이 없으며, 흔히 “일만만억” 따위로 일컫는다. 한 2011년 세미나에서 제안된 수사 이름은 “경”이며, 이는 “만억”과 “만경” 사이에 있다. (이는 중국 내에서 다의적이게 된 수사 조의 사용을 피하기 위함이다.)
옛날에는 큰 수의 이름과 큰 수를 대응시키는 다양한 방법이 있었다. 하수에서, 1016의 이름은 “항하사”이다. 중수에서, 1016의 이름은 “조”이다. 상수에서, 1016의 이름은 마찬가지로 “조”이다.

### 단척도와 장척도
영어를 비롯한 일부 언어에서, 큰 수에 이름을 붙이는 두 가지 방법이 존재한다. 영어의 단척도에서, 1016의 이름은 “텐 쿼드릴리언”(영어: ten quedrillion)이다. 영어의 장척도에서, 1016의 이름은 “텐 사우전드 빌리언”(영어: ten thousand billion) 또는 “텐 빌리어드”(영어: ten billiard)이다.

## 1016이상 1020미만의 주요 자연수

### 1016이상 1017미만
- 11,920,928,955,078,125: 523
- 12,360,848,946,698,171: 77번째 뤼카 수.
- 14,472,334,024,676,221: 79번째 피보나치 수.
- 14,544,636,039,226,909: 31번째 카탈랑 수.
- 16,677,181,699,666,569: 334
- 18,014,398,509,481,984: 254
- 20,000,273,725,560,978: 78번째 뤼카 수.
- 23,416,728,348,467,685: 80번째 피보나치 수.
- 32,361,122,672,259,149: 79번째 뤼카 수.
- 36,028,797,018,963,968: 255
- 37,889,062,373,143,906: 81번째 피보나치 수.
- 42,849,873,690,624,000: 30 이하의 모든 짝수 자연수의 곱.
- 44,152,005,855,084,346: 23번째 벨 수.
- 48,988,659,276,962,496: 5번째 택시 수.
- 50,031,545,098,999,707: 335
- 52,361,396,397,820,127: 80번째 뤼카 수.
- 55,534,064,877,048,198: 32번째 카탈랑 수.
- 59,604,644,775,390,625: 524
- 61,305,790,721,611,591: 82번째 피보나치 수.
- 72,057,594,037,927,936: 256
- 84,722,519,070,079,276: 81번째 뤼카 수.
- 99,194,853,094,755,497: 83번째 피보나치 수.

### 1017이상 1018미만
- 121,645,100,408,832,000: 19!
- 137,083,915,467,899,403: 82번째 뤼카 수.
- 144,115,188,075,855,872: 257
- 150,094,635,296,999,121: 336
- 160,500,643,816,367,088: 84번째 피보나치 수.
- 212,336,130,412,243,110: 33번째 카탈랑 수.
- 221,806,434,537,978,679: 83번째 뤼카 수.
- 259,695,496,911,122,585: 85번째 피보나치 수.
- 288,230,376,151,711,744: 258
- 298,023,223,876,953,125: 525
- 358,890,350,005,878,082: 84번째 뤼카 수.
- 420,196,140,727,489,673: 86번째 피보나치 수.
- 445,958,869,294,805,289: 24번째 벨 수.
- 450,283,905,890,997,363: 337
- 576,460,752,303,423,488: 259
- 580,696,784,543,856,761: 85번째 뤼카 수.
- 679,891,637,638,612,258: 87번째 피보나치 수.
- 812,944,042,149,730,764: 34번째 카탈랑 수.
- 939,587,134,549,734,843: 86번째 뤼카 수.

### 1018이상 1019미만
- 1,100,087,778,366,101,931: 88번째 피보나치 수.
- 1,111,111,111,111,111,111: 2번째 단위 반복 소수
- 1,152,921,504,606,846,976: 260, 이진 접두어의 EiB.
- 1,350,851,717,672,992,089: 338
- 1,371,195,958,099,968,000: 32 이하의 모든 짝수 자연수의 곱.
- 1,490,116,119,384,765,625: 526
- 1,520,283,919,093,591,604: 87번째 뤼카 수.
- 1,779,979,416,004,714,189: 89번째 피보나치 수.
- 2,305,843,009,213,693,951: 9번째 메르센 소수.
- 2,305,843,009,213,693,952: 261
- 2,432,902,008,176,640,000: 20!
- 2,459,871,053,643,326,447: 88번째 뤼카 수.
- 2,880,067,194,370,816,120: 90번째 피보나치 수.
- 3,116,285,494,907,301,262: 35번째 카탈랑 수.
- 3,980,154,972,736,918,051: 89번째 뤼카 수.
- 4,052,555,153,018,976,267: 339
- 4,611,686,018,427,387,904: 262
- 4,638,590,332,229,999,353: 25번째 벨 수.
- 4,660,046,610,375,530,309: 91번째 피보나치 수.
- 6,440,026,026,380,244,498: 90번째 뤼카 수.
- 7,450,580,596,923,828,125: 527
- 7,540,113,804,746,346,429: 92번째 피보나치 수.
- 9,223,372,036,854,775,807: 컴퓨팅에서 64비트 부호 정수형이 나타낼 수 있는 가장 큰 숫자.
- 9,223,372,036,854,775,808: 263

### 1019이상 1020미만
- 10,420,180,999,117,162,549: 91번째 뤼카 수.
- 11,959,798,385,860,453,492: 36번째 카탈랑 수.
- 12,157,665,459,056,928,801: 340
- 12,200,160,415,121,876,738: 93번째 피보나치 수.
- 16,860,207,025,497,407,047: 92번째 뤼카 수.
- 18,446,744,073,709,551,615: 컴퓨팅에서 64비트 부호 없는 정수형이 나타낼 수 있는 가장 큰 숫자.
- 18,446,744,073,709,551,616: 264
- 19,740,274,219,868,223,167: 94번째 피보나치 수.
- 27,280,388,024,614,569,596: 93번째 뤼카 수.
- 31,940,434,634,990,099,905: 95번째 피보나치 수.
- 36,472,996,377,170,786,403: 341
- 36,893,488,147,419,103,232: 265
- 37,252,902,984,619,140,625: 528
- 44,140,595,050,111,976,643: 94번째 뤼카 수.
- 46,620,662,575,398,912,000: 34 이하의 모든 짝수 자연수의 곱.
- 45,950,804,324,621,742,364: 37번째 카탈랑 수.
- 49,631,246,523,618,756,274: 26번째 벨 수.
- 51,090,942,171,709,440,000: 21!
- 51,680,708,854,858,323,072: 96번째 피보나치 수.
- 71,420,983,074,726,546,239: 95번째 뤼카 수.
- 73,786,976,294,838,206,464: 266
- 83,621,143,489,848,422,977: 97번째 피보나치 수.